# Julius Sabbe
Julius Ludovicus Maria Sabbe (Gent, 14 februari 1846 - Brugge, 3 juli 1910) was een Vlaams schrijver.

## Levensloop
Julius Sabbe was een zoon van de Gentse haarkapper Charles Sabbe, afkomstig uit Pittem. Na zijn studies aan de Faculteit Letteren en Wijsbegeerte aan de Rijksuniversiteit Gent werd hij in 1869 aangesteld als leraar Nederlands aan het Koninklijk Atheneum in Brugge. Hij zou deze functie 36 jaar uitoefenen.  
Tussen 1874 en 1881 publiceerde hij in het maandelijks verschijnende kunsttijdschrift De Halletoren, dat hij opgericht had. Het tijdschrift werd opgevolgd door het liberale blad Brugsche Beiaard, waarvan hij van 1881 tot 1910 hoofdredacteur was. Toen het Vlaamse weekblad Het Volksbelang in 1867 werd opgericht door Julius Vuylsteke werd hij een van de redacteurs, samen met Jozef van Hoorde, Julius De Vigne en Adolf Hoste. In 1877 kreeg hij de prijs van de De Koninklijke Academie van België voor zijn cantate De Klokke Roeland.
Naast neerlandicus was Sabbe ook een liberale flamingant die zich onder meer inzette voor de ontwikkeling van Brugge Zeehaven, een volwaardige haven te Zeebrugge. Hij steunde daarmee de plannen van zijn vriend, waterbouwkundige August de Maere. 
Mede door zijn toedoen en zijn activiteiten binnen de Breydelcommissie werd in 1887 op de Grote Markt van Brugge een standbeeld onthuld van Jan Breydel en Pieter de Coninck, twee van de Vlaamse helden uit de Guldensporenslag. Hij steunde ook Peter Benoit in zijn strijd voor een Vlaams Conservatorium in Antwerpen. 
In 1872 was Sabbe medestichter van het Brugse Willemsfonds, waardoor hij een aantal keren in aanvaring kwam met de verfranste burgerij.
Hij zou een bijzondere band opbouwen met de stad Brugge. Zo ijverde hij mee voor de verfraaiing van het stadsbeeld, waarbij hij het bouwkundige erfgoed liet valoriseren. Daarnaast promootte hij het toerisme in de stad.  
Julius Sabbe was de vader van de bekende auteur Maurits Sabbe die in de voetsporen van zijn vader trad als docent Nederlands aan het Brugse Atheneum. De Brugse advocaat en volksvertegenwoordiger Victor Sabbe was zijn kleinzoon.

## Eerbetoon
- In 1919 werd een gedeelte van de Walweinstraat in Brugge omgedoopt tot Julius Sabbestraat. In 1938 werd de naam van zijn zoon Maurits Sabbe er aan toegevoegd en werd het de Julius en Maurits Sabbestraat.
- Aan het huis dat Julius Sabbe bewoonde langs de Potterierei werd een herinneringsplaat aangebracht.
- Een Julius Sabbe Studiekring werd in het leven geroepen, met als doelstellingen: Bekendmaking van studies met betrekking tot de ontplooiing en de harmonisering van de Brugse havenproblematiek en monumentenzorg. (...) Verwezenlijking van een maritiem archief van de West-Vlaamse havens en hun activiteiten, in samenwerking met het archief van de Provincie West-Vlaanderen.[2]
- De Brugse afdeling van het Willemsfonds reikt jaarlijks de Julius Sabbepenning uit aan de meest verdienstelijke laatstejaars leerling Nederlands van het Atheneum Brugge.